# Edward Trevelyan
Edward Norman Trevelyan, detto Ed (San Pedro, 14 agosto 1955), è un ex velista statunitense, vincitore della medaglia d'oro nel soling ai Giochi olimpici di Los Angeles 1984 insieme a Robbie Haines e Rod Davis.

## Palmarès
- Giochi olimpici

Los Angeles 1984: oro nel soling.